# Management Team
Management Team (MT) is een Nederlands managementtijdschrift. Het wordt uitgegeven door de MT Mediagroep te Amsterdam.
De eerste oplage van het blad werd in 1978 uitgebracht door een joint venture van enkele uitgeverijen. In 1997 startte Management Team met de jaarlijkse publicatie van bedrijven met het beste imago, de MT500, geflankeerd door onderzoeksgidsen met de beste leveranciers (MT100, MT Finance en MT ICT). Sinds 2012 organiseert het blad het jaarlijkse MT500-trendcongres.
Anno 2013 verschijnt Management Team als maandblad in een oplage van 71.994 volgens HOI, Instituut voor Media Auditing.